# Gaspar Reynés Font
Gaspar Reynés Font (Palma, 20 de març de 1884 -1964) fou un metge i voluntari de la Creu Roja.
Era fill del mestre d'obres Gaspar Reynés Coll, net del cirurgià Guillem Reynés Simonet i germà de l'arquitecte Guillem Reynés Font. La seva família era originària d'Alaró (Can Rata). Obtengué el títol de batxiller a Palma (1900) i estudià medicina a la Universitat de Barcelona, on es llicencià en medicina i cirurgia (1908).
Especialitzat en el tractament de la tuberculosi, treballà (1915-1954) en el “Dispensari Antituberculós Felisa Luisa de Borbón”, de Palma. Va ser (1917-1937) metge forense del Registre Civil del districte de la Llonja (Palma). El 1946 va ser destinat al Jutjat Municipal núm. 1 de Palma, on restà fins a la jubilació. Durant un temps (1920-23) va ser professor de l'Escola de Nàutica de les Balears. Per oposició guanyà plaça de metge de l'Institut d'Higiene a Palma. Va treballar com a traumatòleg a la Clínica Mare Nostrum (1924-1954).
Com a voluntari va prestar (1910-1924) els seus serveis professionals al dispensari de Creu Roja, de la Rambla, dedicat a l'atenció de persones sense recursos. Va ser vocal (1924), tresorer (1919-1924) i vicepresident (1919) de la Junta directiva de Creu Roja a les Balears. Pel serveis prestats a la institució va rebre (1915) el testimoni d'agraïment de la Comissió provincial i el 1920 la medalla de plata de la institució. Va ser secretari (1917-1918), comptador (1920-1930) i tresorer (1935-1936) del Col·legi de Metges.
El 1936 va signar el document “Resposta al missatge dels catalans”, fet que li va ocasionar problemes amb la Comissió de depuració de funcionaris i treballadors de l'Administració pública. Per aquest motiu cessà com a metge forense del Registre Civil el 1937 i tingué alguns altres problemes. Centrà aleshores la seva atenció professional en la consulta privada que tenia a La Rambla. Després del cop d'estat del 1936, tingué amagats els germans Joan i Jaume Matas Salas, de Publicitat Matas, durant un temps en una casa de la seva propietat.
Casat (1912) amb Catalina Ripoll Fargas, varen tenir set fils. Guillem Reynés Ripoll (Palma, 1922-1987) va ser metge i donà continuïtat a la labor del pare. Prestà (1954-1960) serveis de traumatologia al dispensari de Creu Roja i va ser vocal de la Junta directiva de l'entitat. Presidí (1987) l'Associació Balear de Cirurgia Ortopèdica i Traumatologia.